# Gare d’Aigueperse
Gare d'Aigueperse – stacja kolejowa w Aigueperse, w departamencie Puy-de-Dôme, w regionie Owernia-Rodan-Alpy, we Francji. Jest zarządzany przez SNCF (budynek dworca) i przez RFF (infrastruktura).
Stacja jest obsługiwana przez pociągi TER Auvergne.

## Położenie
Znajduje się na linii Saint-Germain-des-Fossés – Nîmes, w km 378,390, pomiędzy stacjami Gannat i Aubiat, na wysokości 337 m n.p.m.

## Linie kolejowe
- Saint-Germain-des-Fossés – Nîmes